# Майк Лейдлоу
Майк Лейдлоу (англ. Mike Laidlaw) — канадський розробник відеоігор, найбільш відомий своєю роботою в BioWare як креативний директор франшизи фентезійних рольових відеоігор Dragon Age, а також провідний дизайнер і режисер перших трьох ігор її основної серії.

## Біографія
Лейдлоу виріс на молочній фермі. Коли Майку було сім років, батьки купили йому Commodore 64, де він почав створювати власні рівні в Lode Runner, що спонукало його батьків купити йому дисковод, щоб підтримати його захоплення. Його улюбленими іграми до входу в ігрову індустрію були Star Control II, Wasteland і Neuromancer. Пізніше він описав Star Control II як свою улюблену гру всіх часів. Лейдлоу отримав ступінь Бакалавра мистецтв з англійської мови в Університеті Західного Онтаріо.
Лейдлоу три роки працював ігровим оглядачем в The Adrenaline Vault. Його рання кар'єра включала роботу в кол-центрі Bell Canada, який він зрештою і очолив, перш ніж піти. Незабаром після цього він подав заявку на роботу в BioWare, побачивши оголошення про вакансію сценариста.
Майк Лейдлоу приєднався до BioWare у 2003 році. Працював над рольовим бойовиком Jade Empire, через рік після чого отримав підвищення до керівника проєкту через його схильність до організації інших сценаристів. Зрештою, в титрах випущеної в 2005 році Jade Empire він значився як провідний розробник та дизайнер сюжету. Потім увійшов до команди сценаристів Mass Effect. Працюючи під керівництвом Дрю Карпишина, він написав кілька частин гри, зокрема дві локації та три інопланетні раси. Він коротко працював над прототипом для сиквелу Jade Empire, перш ніж проєкт було скасовано.
Лейдлоу вступив до команди розробників Dragon Age: Origins у ролі провідного дизайнера. Основний дизайн гри на той момент вже було реалізовано, але сценарій потребував вдосконалення, щоб перетворити проєкт на життєздатну серію. Робота в Dragon Age: Origins принесла Лейдлоу номінацію на премію БАФТА за «Найкращу історію» в 2010 році (разом із співзасновниками BioWare Реєм Музикою та Грегом Зещуком). Після успіху Dragon Age: Origins його підвищили до креативного директора, а потім старшого креативного директора франшизи. У 2015 році Лейдлоу прийняв посаду режисера четвертої частини серії Dragon Age під кодовою назвою Joplin, перш ніж проєкт було заморожено, щоб перерозподілити персонал студії для розробки Anthem. Коли ж у 2017 році проєкт було перезавантажено під кодовою назвою Morrison, Майк Лейдлоу разом із кількома ветеранами студії вирішили покинути BioWare. 13 жовтня 2017 року Лейдлоу офіційно оголосив про свій відхід з компанії, відчуваючи, що це правильний час, щоб звести до мінімуму будь-які збої в розробці.
У 2018 році приєднався до Ubisoft Quebec як креативний директор над неанонсованим на той час проєктом, але зрештою покинув компанію на початку 2020 року. Пізніше з'явилися відомості про те, що Майк Лейдлоу працював над скасованим проєктом під кодовою назвою Avalon, заснованим на оповіді про Короля Артура та Лицарях Круглого столу. Проєкт зіткнувся з суперечливими баченнями команди розробників і головного креативного директора UbiSoft Сержа Хаскоета щодо ігрового сетингу та тематики.
Наприкінці 2020 року Майк Лейдлоу сумісно з Томасом Жіру, Джеффом Скальскі та Фредеріком Сен-Лораном оголосили про створення нової студії під назвою Yellow Brick Games, у якій Майк займає посаду головного креативного директора. Дебютний проєкт студії під назвою Eternal Strands вийшов у 2025 році.

## Проєкти
- Jade Empire (2005)
- Mass Effect (2007)
- Dragon Age: Origins (2009)
- Dragon Age: Origins - Awakening (2011)
- Dragon Age II (2012)
- Dragon Age: Inquisition (2014)
- Eternal Strands[en] (2025)